# Frătești
Frătești è un comune della Romania di 5 661 abitanti, ubicato nel distretto di Giurgiu, nella regione storica della Muntenia.
Il comune è formato dall'unione di 3 villaggi: Cetatea, Frătești, Remuș.